# Patricia Restrepo
Patricia Restrepo (Cali, 16 de junio de 1954) es una directora, guionista y crítica de cine y televisión colombiana. Ha sido integrante de los colectivos de cine Cine Mujer y Grupo de Cali con los que colaboró en varios cortometrajes, largometrajes y documentales. 
De tres cortometrajes suyos, En qué estamos” y Ni con el pétalo de una rosa fueron escogidos como videos oficiales del Segundo Encuentro Feminista Latinoamericano y del Caribe y el cortometraje experimental Por la mañana (1979) fue escogido en 2017 para la exposición «Mujeres radicales: Arte latinoamericano, 1960-1985» para el Hammer Museum (2017) y Brooklyn Museum (2018). También dirigió la película Paso en Falso (1984) la miniserie Géminis (1990) y la película El alma del maíz (1995), además de desempeñarse como catedrática universitaria.

## Reseña biográfica
Patricia Restrepo nació el 16 de junio de 1954 en Cali, Colombia en el seno de una familia que le inculcó desde muy pequeña el amor por las artes y un padre vinculado al mundo del cine, terminó su bachiller en el Colegio del Sagrado Corazón de Bogotá en 1968 e ingresa a la Universidad Jorge Tadeo Lozano donde se graduó en publicidad en 1974. Se unió al Grupo de Cali, una agrupación de artistas, fotógrafos, músicos y diseñadores enfocados en el cine en el momento liderado por Luis Ospina, Carlos Mayolo (con el que estuvo casado y posteriormente divorciado), Andrés Caicedo y Ramiro Arbeláez. Con los 4 personas mencionadas fundó la revista Ojo al cine y al mismo tiempo trabajó en el falso documental Agarrando pueblo. Posteriormente abandonó el grupo tras la muerte de Andrés Caicedo y volvió a Bogotá donde trabajó como crítica de cine en diversos medios de comunicación y participó en la realización de películas como Asunción y Rodilla negra. Ya finales de los años 1970 fundó el colectivo Cine-Mujer con Eulalia Carriazo, Sara Bright, Rita Escobar y Dora Cecilia Ramírez, un grupo de mujeres que querían a través del cine manifestar el feminismo creciente de los años 70 y 80. La primera película que produjeron fue A primera vista en 1979, seguida de los cortometrajes Paraíso artificial (1980) y Momentos de domingo (1985) y a partir de 1980 Patricia comenzó a dirigir comerciales de televisión y en 1983 codirigió el video del Segundo Encuentro Feminista Latinoamericano y del Caribe, En qué estamos y Ni con el pétalo de una rosa. En 1995 dirige el largometraje El alma del maíz basada en una idea original de Gabriel García Márquez con la participación de las historiadoras Teresa Calderón y Margarita Garrido. La película fue elogiada por la crítica y ganó varios premios, pero quedó en el olvido. También dirigió la miniserie Géminis en 1996 y a partir del 2008 se ha desempeñado como catedrática en la Maestría de Escrituras Creativas de la Universidad Nacional de Colombia.

## Filmografía
| Año  | Título                       | Notas       |
| ---- | ---------------------------- | ----------- |
| 1995 | El alma del maíz             |             |
| 1990 | Géminis                      | Miniserie   |
| 1985 | Momentos de un domingo       |             |
| 1984 | Paso en falso                |             |
| 1983 | Ni con el pétalo de una rosa | Codirección |
| 1983 | En qué estamos               | Codirección |
| 1980 | Paraíso artificial           |             |
| 1979 | Por la mañana                |             |

## Reconocimientos
- Premio en la categoría Mejor Corto Latinoamericano en el Festival de Cartagena (1978).
- Premio por el cortometraje argumental Por la mañana en el Festival de Cine de Colcultura y Focine (1979).